# Кирха Святого Иоанна в Котлах
Кирха Святого Иоанна в Котлах — несохранившаяся лютеранская церковь в деревне Котлы Кингисеппского района Ленинградской области, бывший центр прихода Каттила (фин. Kattila) Евангелическо-лютеранской церкви Ингрии.

## История
Приходы Каттила, Сойккола и Новасолкка — одни из старейших в Ингерманландии, упоминаются начиная с 1620-х годов.
Каттила и Сойккола с начала XVIII века являлись капельными прихода Каприо.
В 1740 году приходы Каттила и Сойккола были объединёны в один общий приход Каттила-Сойккола.
В 1759 году в приходе Каттила, в селе Котлы была построена собственная деревянная приходская кирха на 150 мест, освящённая во имя Святого Иоанна.
В 1834 году был образован объединённый приход Каттила-Сойккола-Новасолкка.
В 1865 году в объединённом приходе Каттила-Сойккола-Новасолкка было 1793 человека. Приход входил в Западно-Ингерманландское пробство.
В 1869 году сгорел пасторат в Котлах, однако вскоре был выстроен новый.
В 1892 году был проведён капитальный ремонт церкви.
С 1893 года в приходе работала воскресная школа, занятия в ней вёл настоятель Й. Э. Швиндт.
В 1917 году прихожан было 1635 человек.
Из-за бедности и немногочисленности прихожан, а также больших расстояний между тремя церквями, должность пастора в объединённом приходе часто оставалась вакантной.
В 1919 году приходы Каттила, Сойккола и Новасолкка вновь стали независимы друг от друга. Число прихожан в них оценивалось примерно по 700 человек в каждом.
В деревнях прихода, кроме финнов-ингерманландцев, было много эстонцев, русских и ижоры, а также около 500 человек води.
Церковь была закрыта в июле 1937 года, её здание было перестроено и отдано под клуб, в нём размещался кинотеатр. В послевоенные годы оно было разрушено.

## Прихожане
Приход Каттила (фин. Kattila) включал в себя 25 деревень:

Бабино, Березняки, Большие Валговицы, Большое Руддилово, Великино, Вердево, Верхние Лужицы, Вольная мыза, Караваево, Корветино, Котлы, Крупино, Малое Руддилово, Малые Валговицы, Маттия, Матовка, Монастырьки, Нижние Лужицы, Пиллово, Понделево, Пумалицы, Раннолово, Савикино, Фалилеево, Чухонская Рассия.

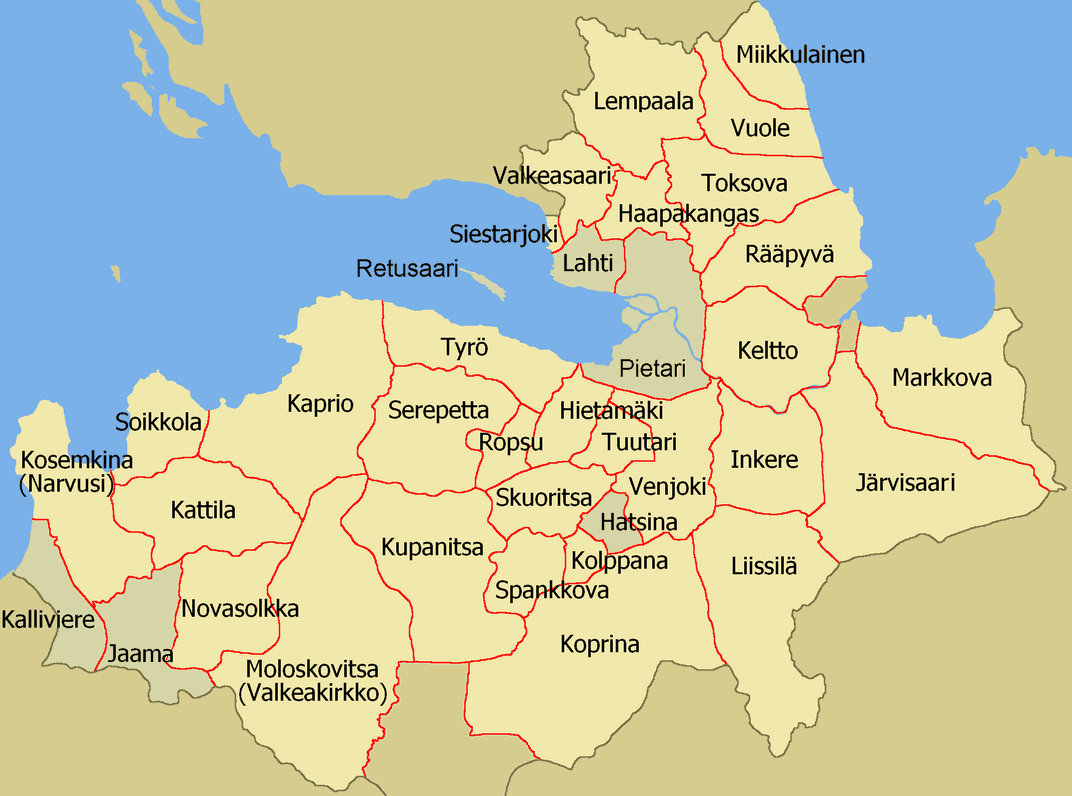
Карта приходов Церкви Ингрии (1930-е годы)

Изменение численности населения объединённого прихода Каттила-Сойккола-Новасолкка с 1842 по 1917 год:

## Духовенство
| Настоятели прихода | Настоятели прихода                                       |
| Даты               | Пастор                                                   |
| ------------------ | -------------------------------------------------------- |
| 1628—1640          | Петрус Зигфриди                                          |
| 1640—1643          | Эрикус Йоханнис Аббогиус                                 |
| 1644—1656          | Эрландус Йоне Верман                                     |
| 1657—1683          | Кристер Петри Толерус                                    |
| 1685—1695          | Йохан Талленгрен                                         |
| 1700—1708          | Микаэль Рубеллиус (капеллан)                             |
| 1740               | Йохан Алквист (пастор, пастор)                           |
| 1746—1761†         | Йохан Алквист (пастор, пастор)                           |
| 1761—1778          | Израэл Зетраеус (настоятель)                             |
| 1778—1792          | Петер Йоханссон Окерстедт (настоятель)                   |
| 1792—1795          | Георг Йохан Строльман (настоятель)                       |
| 1795—1796          | Олоф Эмануэль Кастрен (и. о. пастора)                    |
| 1795—1802          | Густав Линд (настоятель)                                 |
| 1802—1809†         | Йохан Петер Уллберг (настоятель)                         |
| 1809—1823          | Йохан Грёнлунд (и. о. пастора, пастор)                   |
| 1823—1852†         | Йохан Йозеф Грюндстрём (и. о. пастора, пастор)           |
| 1853—1856          | Йохан Людвиг Николаус Грюндстрём (и. о. пастора, пастор) |
| 1857—1865†         | Рейнхолд Валдемар Зиллиакус (настоятель)                 |
| 1866—1872          | Алексантери Карл Сонни (настоятель)                      |
| 1872—1888          | Казимир Константин Строльман (настоятель)                |
| 1888               | Маттиас Йохан Эйсен (и. о. пастора)                      |
| 1888—1889          | Карл Аксель Адемар Коски (и. о. пастора)                 |
| 1889—1890          | Эдуард Леопольд Юргенсен (и. о. пастора)                 |
| 1890—1901          | Йохан Эдвард Швиндт (настоятель)                         |
| 1901—1903          | Франс Симеон Суокас (настоятель)                         |
| 1903—1906          | Юхо Варонен (и. о. пастора)                              |
| 1907—1909          | Абель Фабиан Раунио (и. о. пастора)                      |
| 1909—1914          | Селим Ялмари Лауриккала (и. о. пастора, пастор)          |
| 1914—1919          | Фритьёф Георг Слёёр (и. о. пастора)                      |
| 1914—1916          | Виктор Армас Аавикко (и. о. пастора)                     |
| 1920—1923          | Микко Корпелайнен                                        |
| 1924—1927          | Николай Вихолайнен                                       |
| 1928—1929          | Генрих Тёули                                             |
| 1930—1937          | Лео Йоханнес Шульц                                       |

## Фото

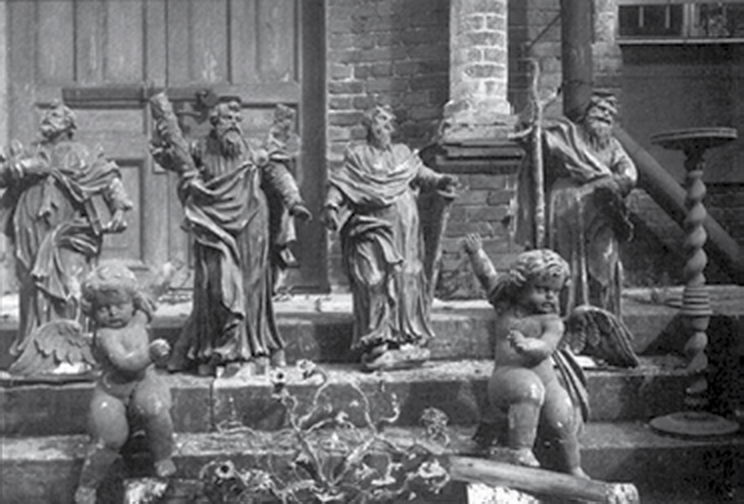
У входа в кирху прихода Каттила. 1910-е годы
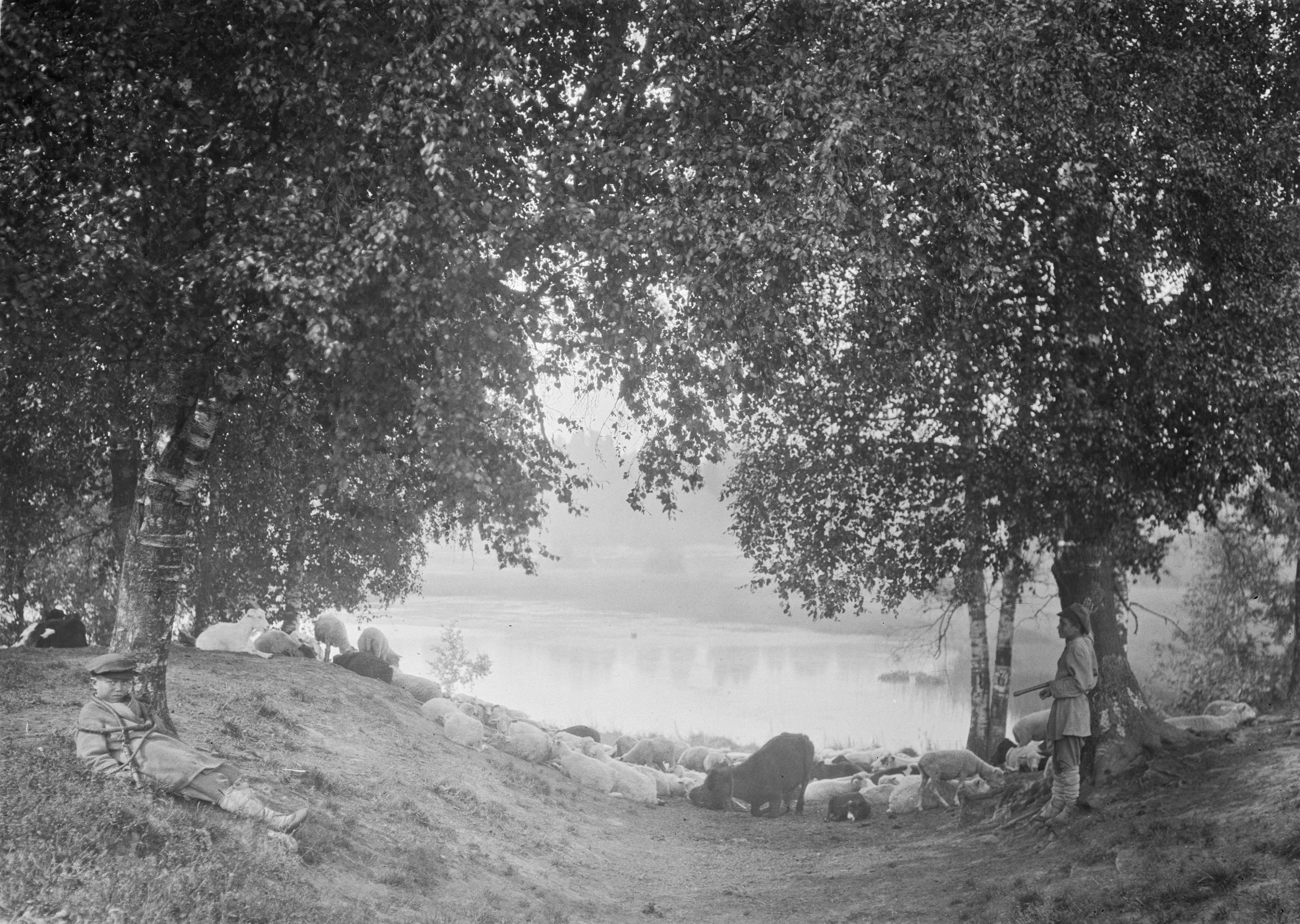
Скот и пастухи на реке Сума. Приход Каттила. 1914 год
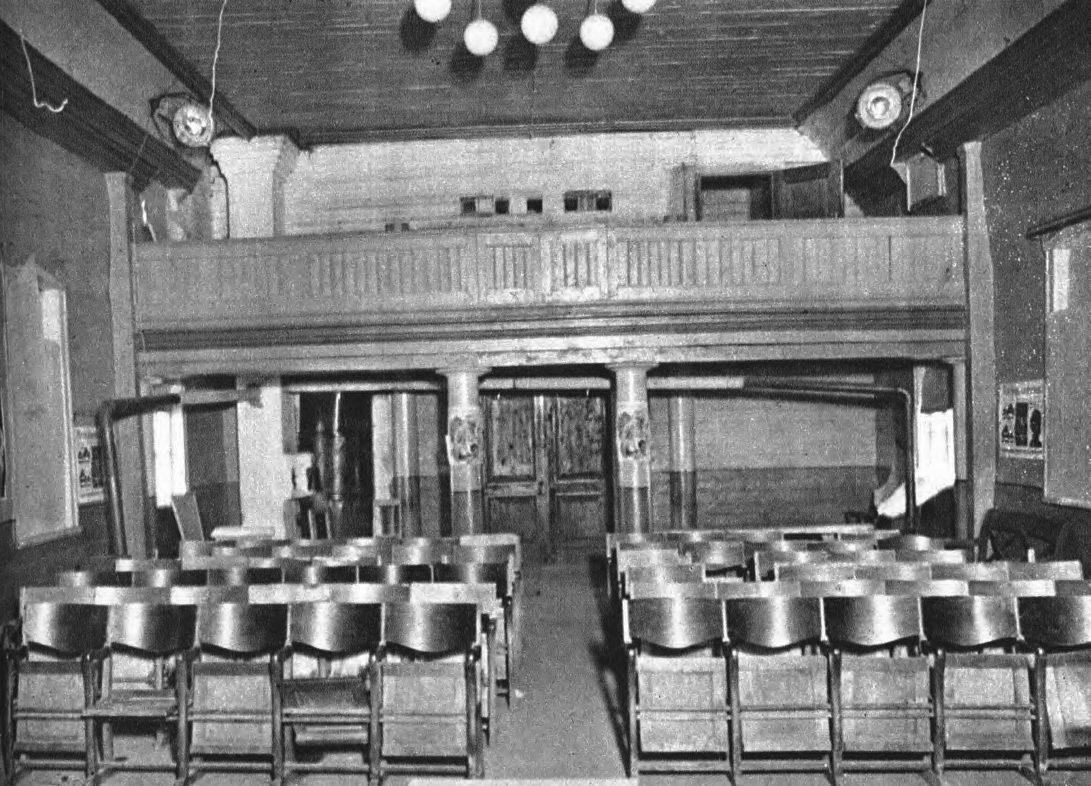
Интерьер кирхи. 1943 год
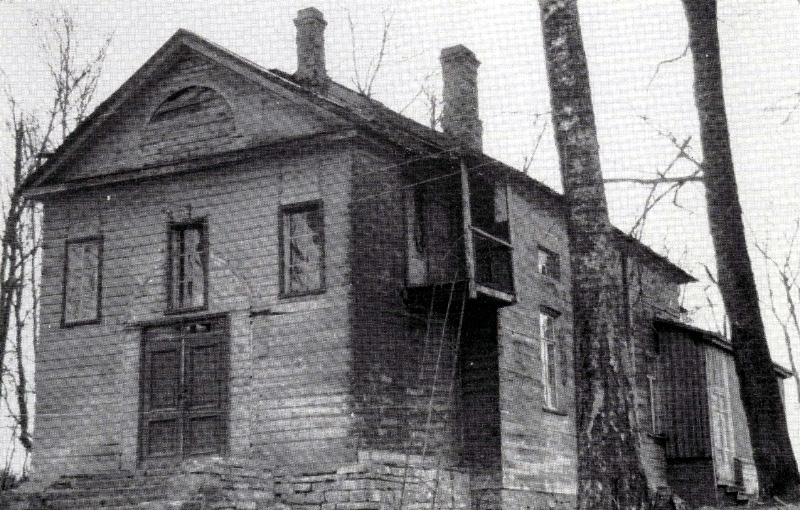
Кирха прихода Каттила, перестроенная под клуб. 1943 год